# Balsamorhiza
Balsamorhiza es un género de plantas fanerógamas perteneciente a la familia Asteraceae.  Comprende 25 especies descritas y de estas, solo 11 aceptadas.

## Descripción
Son plantas perennes con raíz carnosa  y  con tallos erguidos y grandes hojas basales. Por encima de los tallos se encuentran las vistosas flores de color amarillo como girasoles. Son nativas de América del Norte occidental.

## Usos
Los nativos americanos utilizaron la pegajosa savia de esta planta como un antiséptico tópico para heridas leves. La gran raíz producida por Balsamorhiza sagittata es comestible y se ha cosechado y secado, produciendo un almidón de harina para los indígenas americanos, cuando otras plantas de alimentos eran escasas. La totalidad de la planta es comestible y nutritiva, pero no necesariamente agradable, ya que contiene una savia amarga, con fuerte olor a pino. Las  grandes raíces son muy sabrosos y mucho menos amargas que el resto de la planta.
La planta crece en las laderas secas y en las áridas praderas abiertas en toda la montaña occidental de América del Norte. La planta puede ser fácilmente confundido con especies pertenecientes al género Wyethia (orejas de mula) pues Wyethia y Balsamorhiza tienden a tener muy similar apariencia y hábitos de floración. Las especies de Wyethia son fácilmente distinguidas de Balsamorhiza debido a sus hojas que carecen del difuso color gris plata de las especies de Balsamorhiza. Balsamorhiza sagittata es la más común y extendida en las especies del género dentro de la montaña occidental de América del Norte.

## Taxonomía
El género fue descrito por William Jackson Hooker y tanto validado como publicado por Thomas Nuttall en Transactions of the American Philosophical Society, new series, 7: 349–351, en 1840.

#### Etimología
Balsamorhiza: nombre genérico compuesto que se deriva de la combinación de los dos vocablos griegos βάλσαμον (bálsamon); "bálsamo", y ῥίζα (rhíza); "raíz", en referencia a las plantas que tienen raíces con olor o exudación balsámica o resinosa.

#### Especies
A continuación se brinda un listado de las especies e híbridos del género Balsamorhiza aceptadas actualmente, ordenadas alfabéticamente. Para cada una se indica el nombre binomial seguido del autor, abreviado según las convenciones y usos.
- Balsamorhiza careyana A.Gray, 1849
- Balsamorhiza deltoidea Nutt., 1840
- Balsamorhiza hispidula W.M.Sharp, 1935
- Balsamorhiza hookeri (Hook.) Nutt., 1840
- Balsamorhiza incana Nutt., 1840
- Balsamorhiza lanata (W.M.Sharp) W.A.Weber, 1998
- Balsamorhiza macrolepis W.M.Sharp, 1935
- Balsamorhiza macrophylla Nutt., 1840
- Balsamorhiza rosea A.Nelson y J.F.Macbr., 1913
- Balsamorhiza sericea W.A.Weber, 1982
- Balsamorhiza serrata A.Nelson y J.F.Macbr., 1913

#### Híbridos
- Balsamorhiza × bonseri (H.St.John) W.A.Weber, 1953
- Balsamorhiza × terebinthacea (Hook.) W.A.Weber, 1953
- Balsamorhiza × tomentosa (Rydb.) W.A.Weber, 1953